# ኀ
Cette page contient des caractères éthiopiques. En cas de problème, consultez Aide:Unicode ou testez votre navigateur.
ኀ (« xä ») est un caractère utilisé dans l'alphasyllabaire éthiopien comme symbole de base pour représenter les syllabes débutant par le son /x/.

## Usage
L'écriture éthiopienne est un alphasyllabaire ou chaque symbole correspond à une combinaison consonne + voyelle, organisé sur un symbole de base correspondant à la consonne et modifié par la voyelle. ኀ correspond à la consonne « x » (ainsi qu'à la syllabe de base « xä »). Les différentes modifications du caractères sont les suivantes :
- ኀ : « xä »
- ኁ : « xu »
- ኂ : « xi »
- ኃ : « xa »
- ኄ : « xé »
- ኅ : « xe »
- ኆ : « xo »
- ኇ : « xoä »

ኀ est le 11e symbole de base dans l'ordre traditionnel de l'alphasyllabaire.

## Historique

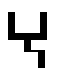
Caractère « x » de l'alphabet arabe méridional.

Le caractère ኀ est dérivé du caractère correspondant de l'alphabet arabe méridional.

## Représentation informatique
- Dans la norme Unicode, les caractères sont représentés dans la table relative à l'éthiopien[1] :
  - ኀ : U+1280, « syllabe éthiopienne xä »
  - ኁ : U+1281, « syllabe éthiopienne xou »
  - ኂ : U+1282, « syllabe éthiopienne xi »
  - ኃ : U+1283, « syllabe éthiopienne xa »
  - ኄ : U+1284, « syllabe éthiopienne xé »
  - ኅ : U+1285, « syllabe éthiopienne xe »
  - ኆ : U+1286, « syllabe éthiopienne xo »
  - ኇ : U+1287, « syllabe éthiopienne xoä »